# انقلاب اسلامی (روزنامه)

خبر توقیف روزنامهٔ انقلاب اسلامی در روزنامهٔ پیام رئیس‌جمهور

انقلاب اسلامی روزنامه‌ای است که با صاحب امتیازی و مدیر مسئولی ابوالحسن بنی‌صدر و به‌سردبیری علیرضا نوبری منتشر می‌شد. پس از انتخاب ابوالحسن بنی‌صدر به‌نخست‌وزیری، علیرضا نوبری از طرف او به‌ریاست کلی بانک مرکزی منصوب و محمد جعفری به‌مدیر مسئولی و سید جمال‌الدین موسوی به‌سردبیری روزنامهٔ انقلاب اسلامی انتخاب شدند. نخستین شمارهٔ این روزنامه، در سه‌شنبه، ۲۹ خرداد ۱۳۵۸ منتشر شد و تا ۱۷ خرداد ۱۳۶۰ ادامه داشت.

## نام روزنامه
نام‌های متعددی برای روزنامه پیشنهاد شد. از جمله توحید، انقلاب اسلامی، طلوع فجر، عدالت، آزادی و رسالت. سه نام توحید، انقلاب اسلامی و رسالت انتخاب شدند و سید ابوالحسن بنی‌صدر برای احترام به‌نظر سید روح‌الله خمینی، این سه نام را به‌وی پیشنهاد کرد و نظر او را برای انتخاب روزنامه جویا شد. خمینی نام انقلاب اسلامی را پسندید.

## توقیف روزنامه
این روزنامه به‌دستور سید محمد بهشتی و با حکم اسدالله لاجوردی توقیف شد. آخرین شمارهٔ این روزنامه، که پانصد و پنجاه و هفتمین شمارهٔ آن بود، در ۱۷ خرداد ۱۳۶۰ منتشر شد.

## هفته‌نامه «انقلاب اسلامی در هجرت»
بنی‌صدر تا پیش از مرگ در ورسای، حومه پاریس، اقامت داشت و به انتشار منظم هفته‌نامه انقلاب اسلامی در هجرت می‌پرداخت.